# Thomas Flohr
Pour les articles homonymes, voir Flohr.
Thomas Flohr, né le 17 mars 1960 à Saint-Moritz en Suisse, est un homme d'affaires et milliardaire suisse, fondateur et président de VistaJet (en), leader mondial de la location de jets privés. Il participe, par ailleurs, en tant que pilote automobile au Championnat du monde d'endurance FIA et a obtenu  aux 24 Heures du Mans 2018 une 2e place dans la catégorie LMGTE Am.
En mars 2018, Forbes a estimé sa fortune à 2,3 milliards de dollars.

## Naissance et études
Thomas Flohr, fils d'un professeur suisse, est né à Saint-Moritz, dans le canton suisse des Grisons. Après ses études en administration des affaires et sciences politiques à l'Université Louis-et-Maximilien de Munich, il s’inscrit à la formation au pilotage de la Lufthansa à Hambourg, dans le but de devenir commandant de bord, mais sans succès.

## Carrière professionnelle
Dans les années 1990 et jusqu'au début des années 2000, Thomas Flohr commence une carrière dans la finance au sein de la société de haute technologie américaine Comdisco,, basée à Chicago. En 1995, il en devient président de la division européenne et, en 1999, il est nommé président de la division mondiale de financement d'actifs. Il achète plus tard la plupart des activités européennes de Comdisco par le biais de Comprendium Investment, société financière basée en Suisse et qu'il contrôle toujours.
En 2003, il achète son premier avion d'affaires, un Bombardier Learjet 60.
En 2016, Thomas Flohr, qui passe plus de 800 heures dans les airs chaque année, est nommé « Entrepreneur de l'année » par les Living Legends of Aviation Awards.

## Famille
Thomas Flohr a été marié à Katharina Konečný, originaire de Tchéquie, ancienne directrice de création chez Fabergé et rédactrice en chef du Vogue russe. Ils sont les parents de Nina Flohr, qui a épousé en décembre 2020 le prince Phílippos de Grèce, fils de l'ex-roi des Hellènes Constantin II et de l'ex-reine des Hellènes Anne-Marie. Le prince Phílippos est, par ailleurs, le filleul de feue Lady Diana.

## Palmarès

### 24 Heures du Mans
| Année | Écurie         | Copilotes                                  | Voiture         | Classe   | Tours | Pos. | Class Pos. |
| ----- | -------------- | ------------------------------------------ | --------------- | -------- | ----- | ---- | ---------- |
| 2017  | Spirit of Race | Francesco Castellacci Olivier Beretta      | Ferrari 488 GTE | LMGTE Am | 326   | 41e  | 12e        |
| 2018  | Spirit of Race | Francesco Castellacci Giancarlo Fisichella | Ferrari 488 GTE | LMGTE Am | 335   | 26e  | 2e         |
| 2019  | Spirit of Race | Francesco Castellacci Giancarlo Fisichella | Ferrari 488 GTE | LMGTE Am | 327   | 43e  | 12e        |

### European Le Mans Series
| Année | Ecurie   | Châssis                | Moteur                        | Classe | 1        | 2     | 3     | 4     | 5     | 6   | Position | Points |
| ----- | -------- | ---------------------- | ----------------------------- | ------ | -------- | ----- | ----- | ----- | ----- | --- | -------- | ------ |
| 2014  | AF Corse | Ferrari 458 Italia GT3 | Ferrari 4.5 L V8 Atmo         | GTC    | SIL      | IMO 7 | RBR   | LEC 6 | EST   |     | 16e      | 14     |
| 2015  | AF Corse | Ferrari 458 Italia GT3 | Ferrari 4.5 L V8 Atmo         | GTC    | SIL Abd. | IMO   | RBR 1 | LEC 2 | EST 4 |     | 4e       | 56     |
| 2018  | AF Corse | Ferrari 488 GTE        | Ferrari F154CB 3,9 L V8 Turbo | LMGTE  | LEC 6    | MON   | RBR   | SIL   | SPA   | POR | 14e      | 8      |

### Michelin Le Mans Cup
| Année | Ecurie   | Châssis         | Moteur                | Classe | 1     | 2      | 3     | 4        | 5        | 6        | Position | Points |
| ----- | -------- | --------------- | --------------------- | ------ | ----- | ------ | ----- | -------- | -------- | -------- | -------- | ------ |
| 2016  | AF Corse | Ferrari 488 GT3 | Ferrari 4.5 L V8 Atmo | GTC    | IMO 4 | RTLM 5 | RBR 4 | LEC Abd. | SPA Abd. | EST Abd. | 7e       | 34     |

### Championnat du monde d'endurance FIA
| Année   | Ecurie         | Châssis  | Moteur              | Classe                        | 1        | 2     | 3     | 4     | 5     | 6     | 7     | 8        | 9     | Position | Points |
| ------- | -------------- | -------- | ------------------- | ----------------------------- | -------- | ----- | ----- | ----- | ----- | ----- | ----- | -------- | ----- | -------- | ------ |
| 2017    | Spirit of Race | LMGTE Am | Ferrari 488 GTE     | Ferrari F154CB 3,9 L V8 Turbo | SIL Abd. | SPA 4 | LMS 7 | NÜR 2 | MEX 4 | CDA 3 | FUJ 1 | SHA Abd. | BHR 3 | 4e       | 109    |
| 2018–19 | Spirit of Race | LMGTE Am | Ferrari 488 GTE     | Ferrari F154CB 3,9 L V8 Turbo | SPA 8    | LMS 2 | SIL 9 | FUJ 5 | SHA 4 | SEB 2 | SPA 4 | LMS 7    |       | 4e       | 99     |
| 2019-20 | AF Corse       | LMGTE Am | Ferrari 488 GTE Evo | Ferrari F154CB 3,9 L V8 Turbo | SIL      | FUJ   | SHA   | BHR   | SÃO   | SEB   | SPA   | LMS      |       |          |        |